# 밥 스켈턴
로버트 D. ("밥") 스켈턴(Robert D. ("Bob") Skelton, 1903년 6월 25일 ~ 1977년 6월 25일)은 미국의 수영 선수이다.
일리노이주 윌메트에서 태어나 1924년 파리 올림픽에서 200m 평영 금메달을 획득한 스켈턴은 그 종목에서 세계 기록을 세운 첫 미국 선수가 되었다.
74세의 생일을 맞은 날 휴스턴에서 사망하였다.

## 같이 보기
- 올림픽 수영 남자 메달리스트 목록
- 수영 평영 200m 세계 기록 추이